# Musée du Mur
Le musée du Mur, ou Musée Maison de Checkpoint Charlie est un musée privé consacré au mur de Berlin. Créé — dans une habitation privée sur la Bernauer StraBe — par Rainer Hildebrandt (en), après la construction du mur, il ouvre ses portes le 19 octobre 1962.
En 1963, sous le parrainage de l'« association du 13 août », il déménage sur les lieux mêmes de Checkpoint Charlie.
La directrice du musée est Alexandra Hildebrandt (en).

## Contexte
Le musée ne voulait pas se contenter de montrer l'histoire du mur de Berlin, mais il voulait aussi montrer les défis que le combat pour la liberté et pour la démocratie mondiale demande. Avec des photos et d'autres documentations de tentatives de fuites réussies, il montre aussi des moyens de fuites originaux : par montgolfière, en voiture, par télésièges ou par des mini sous-marins.
Dans ses débuts, le musée du Mur était connu, selon Sybille Frank, pour ses « amas chaotiques d'objets du quotidien, des reliques de toutes sortes, de objets de fuites "pour toucher" et des ouvrages artistiques de qualité contestable, aussi peu célèbres que mal famés ». Sous la direction d'Alexandra Hildebrandt après la chute du mur de Berlin et avec la baisse considérable des subventions publiques liées à la chute du Mur, le musée est devenu une entreprise privée. Cela a transformé « l'Ancien centre politique en un nouvel endroit d’expériences ». Désormais, il y a environ 850 000 visiteurs par an (chiffres de 2012), ce qui fait de ce musée l'un des musées les plus visités de Berlin.
Aujourd'hui (2018), le musée est installé dans la maison de l'architecte Peter Eisenman, à Checkpoint Charlie.

## Expositions

### Le Mur - Du 13 août jusqu'à sa chute
L'exposition présente l'histoire des deux parties de la ville, leurs points communs et leurs différences, depuis la fin de la Seconde Guerre mondiale. Elle montre aussi l'audace et la créativité des migrants est-allemands. Des photos montrent le développement des systèmes de protection des frontières de la RDA, des premières briques à un mur de la quatrième génération, qui avec ses segments en forme de L devenait la « toile de béton » la plus longue au monde.

Audace et créativité des moyens de fuites
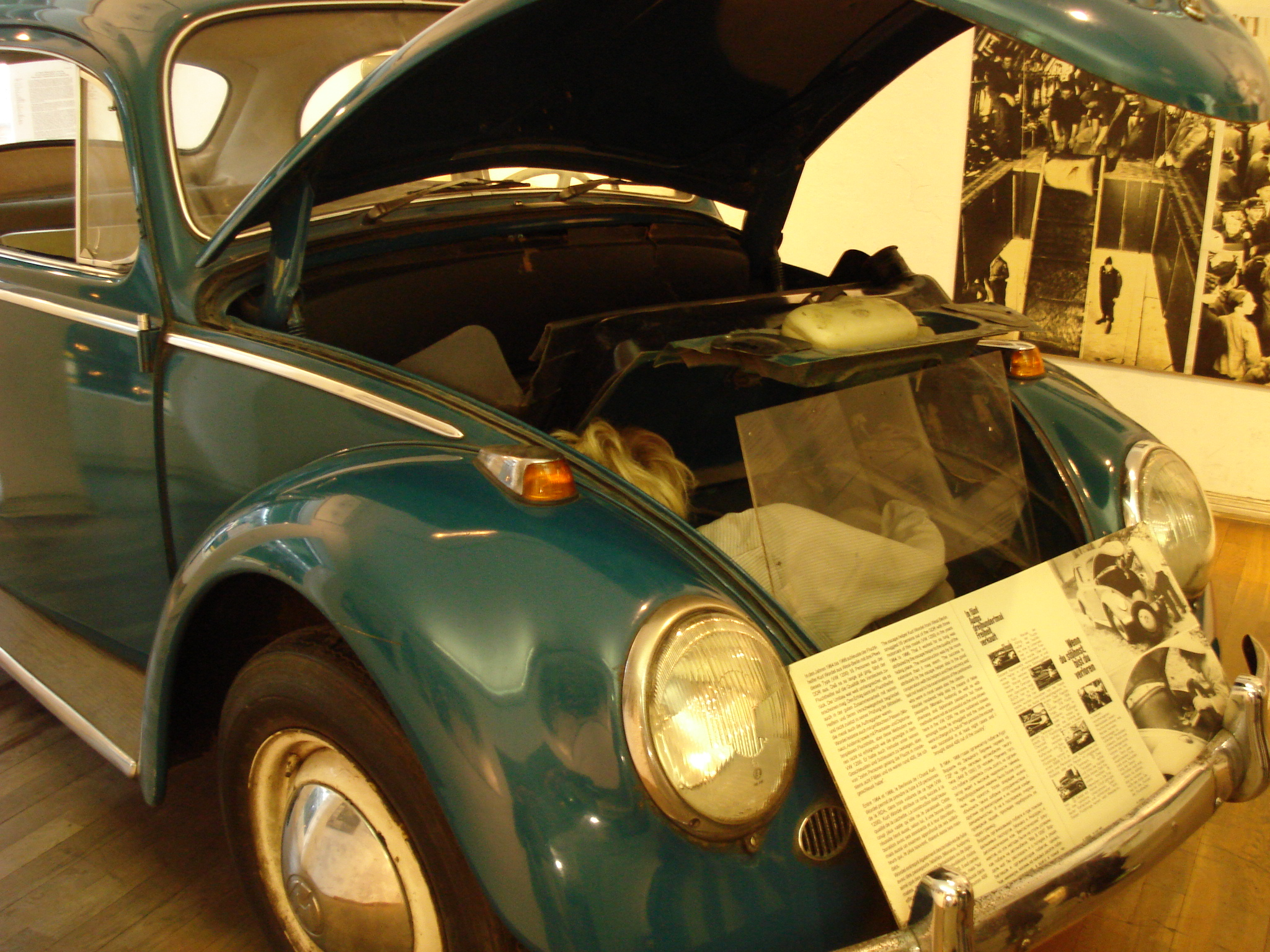
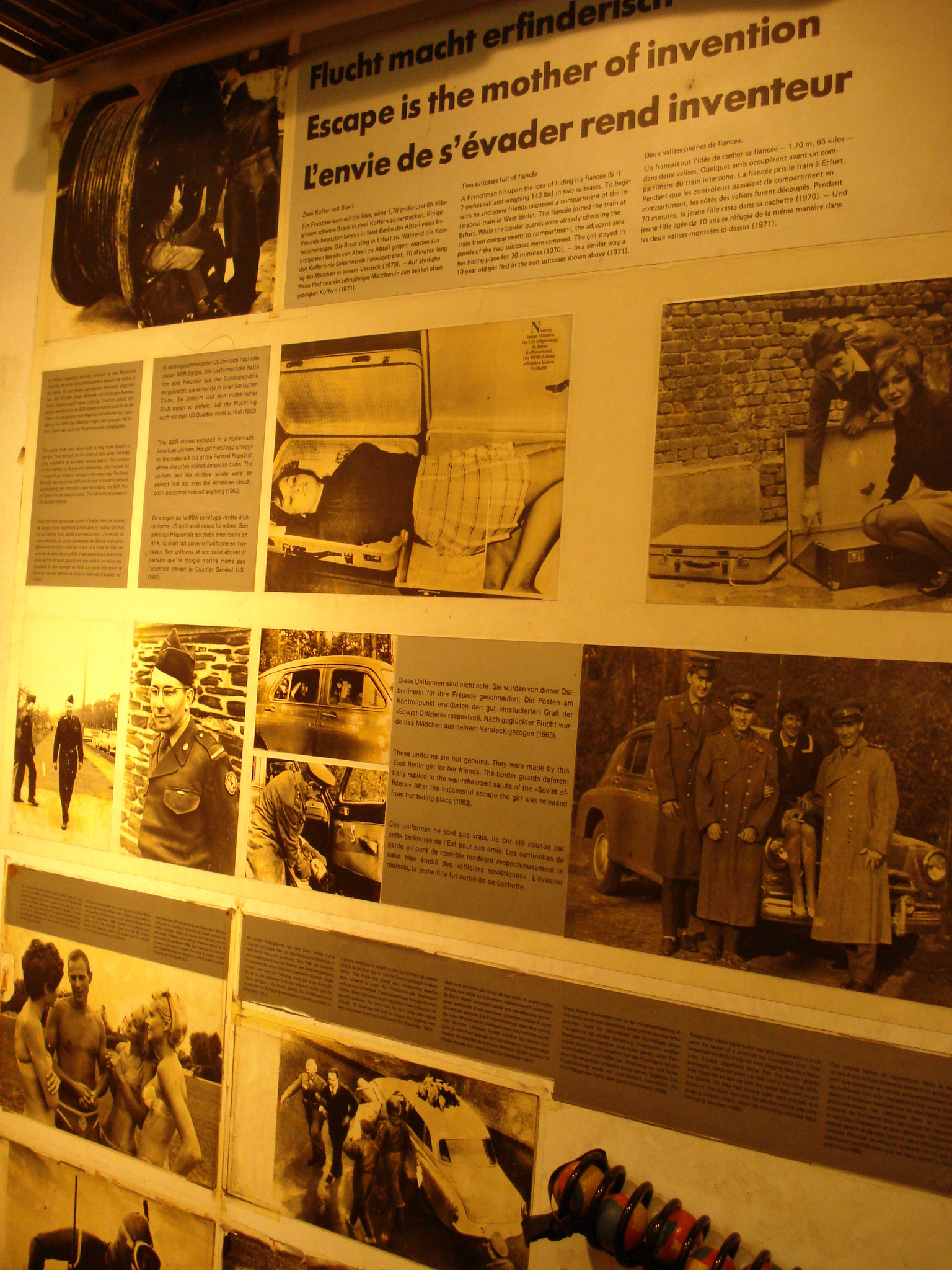
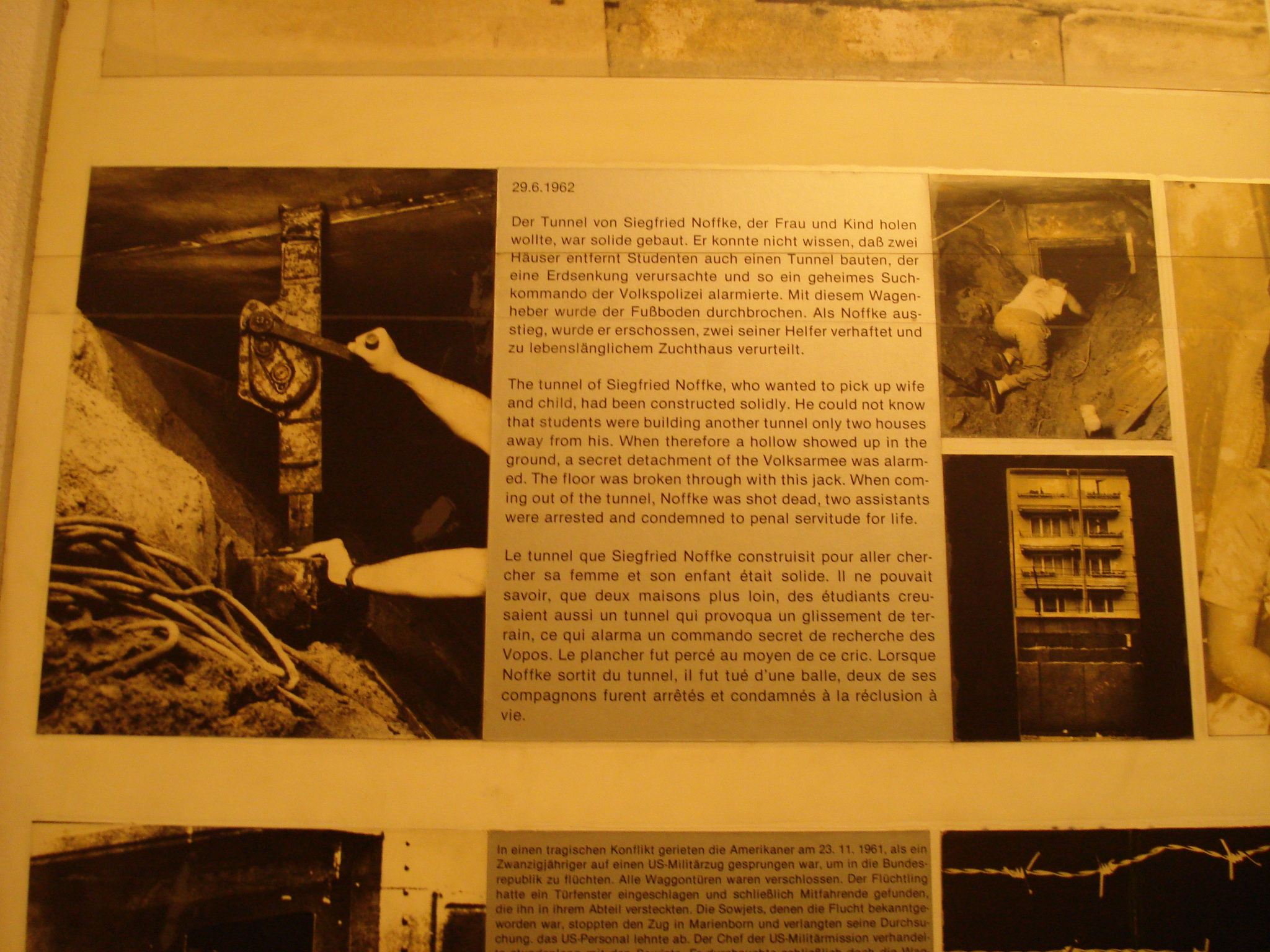
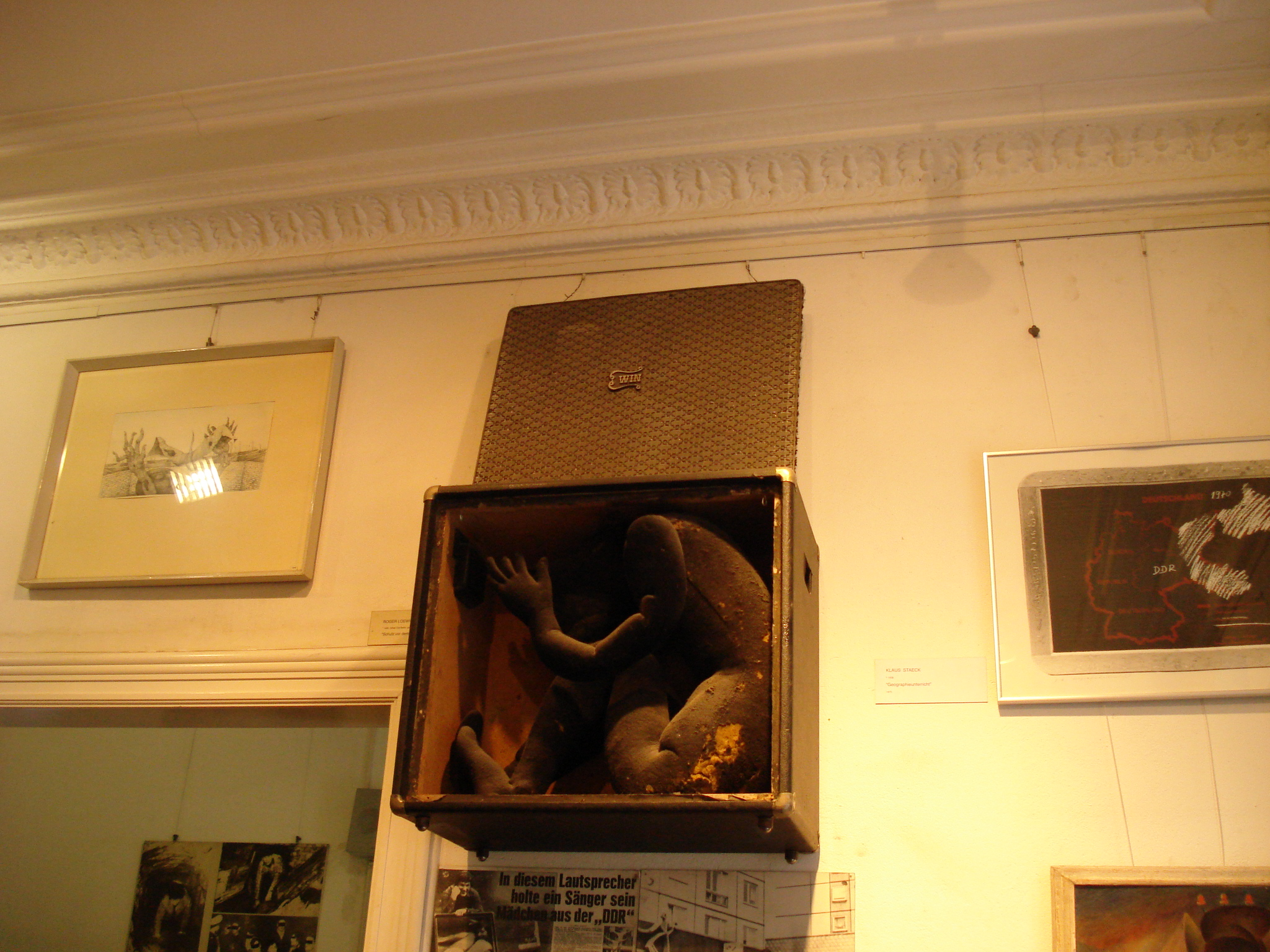
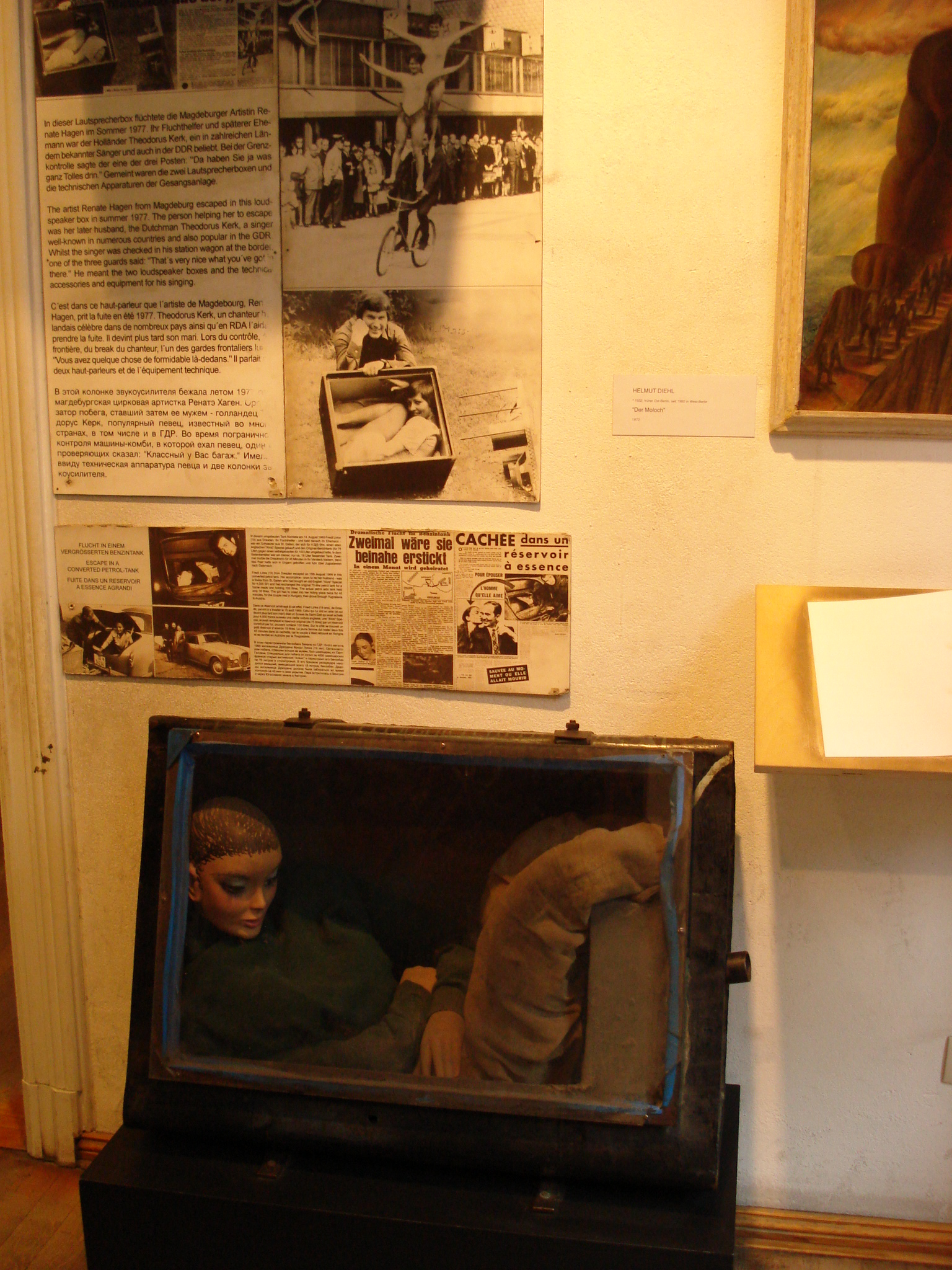
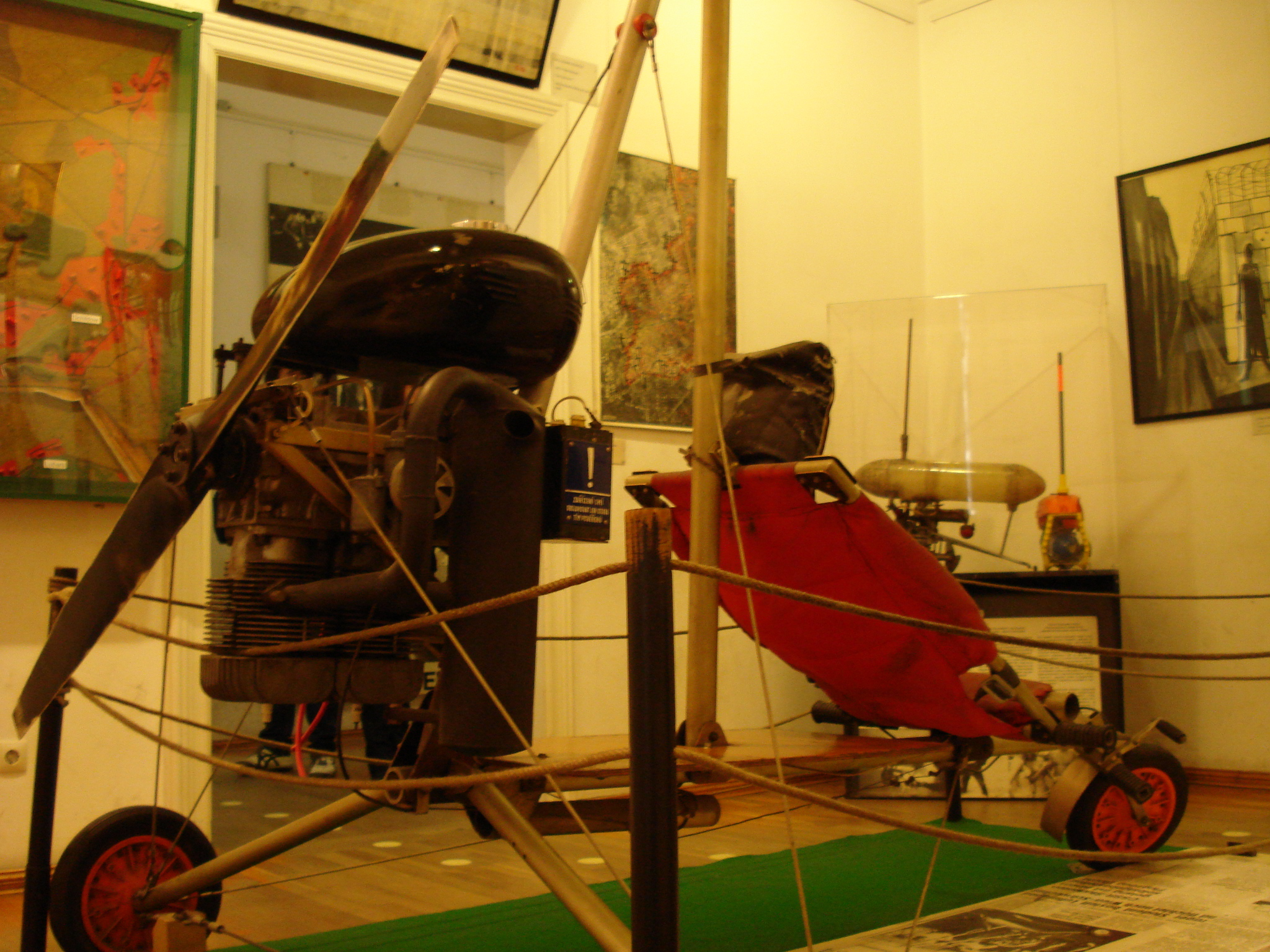
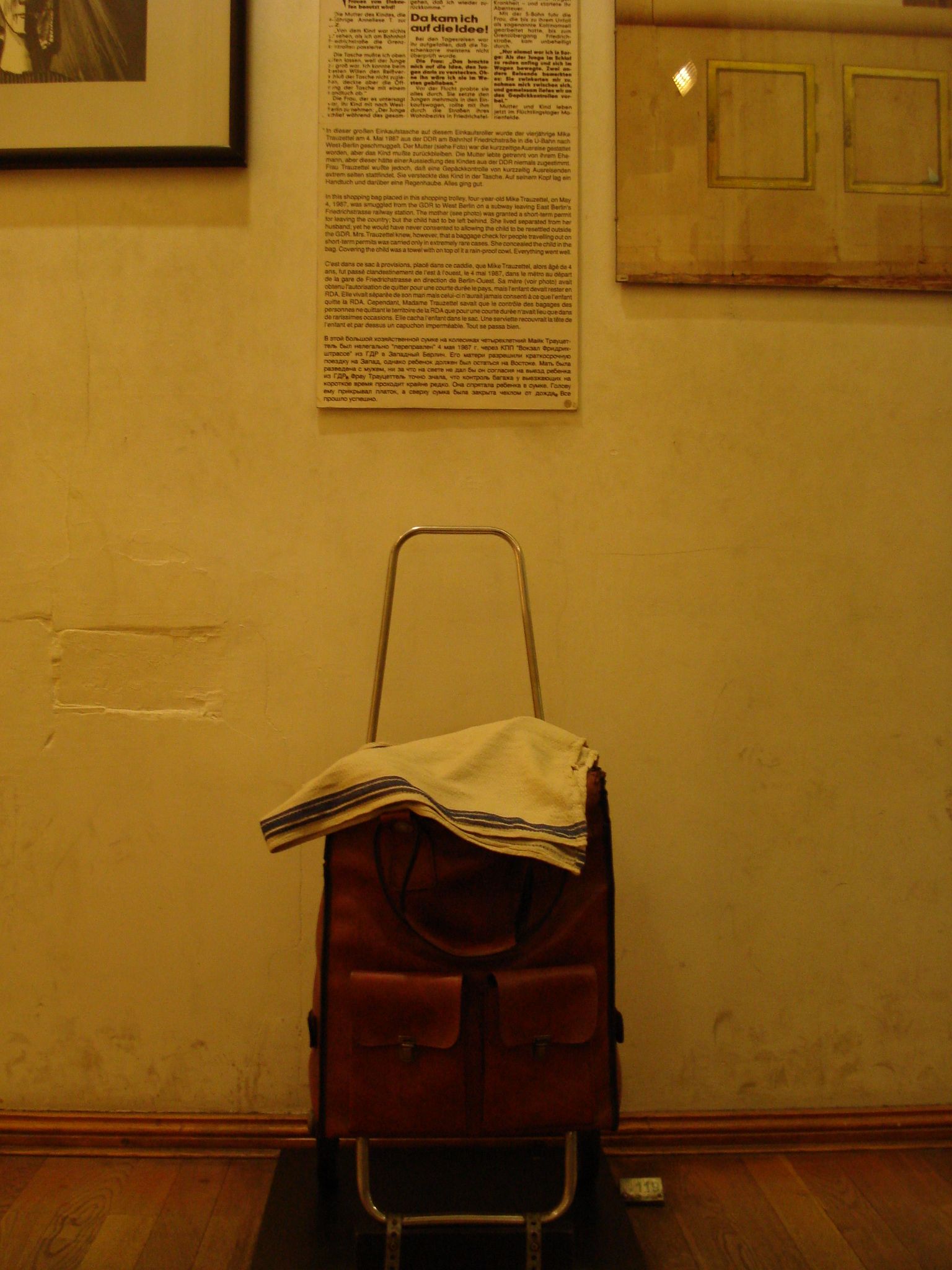
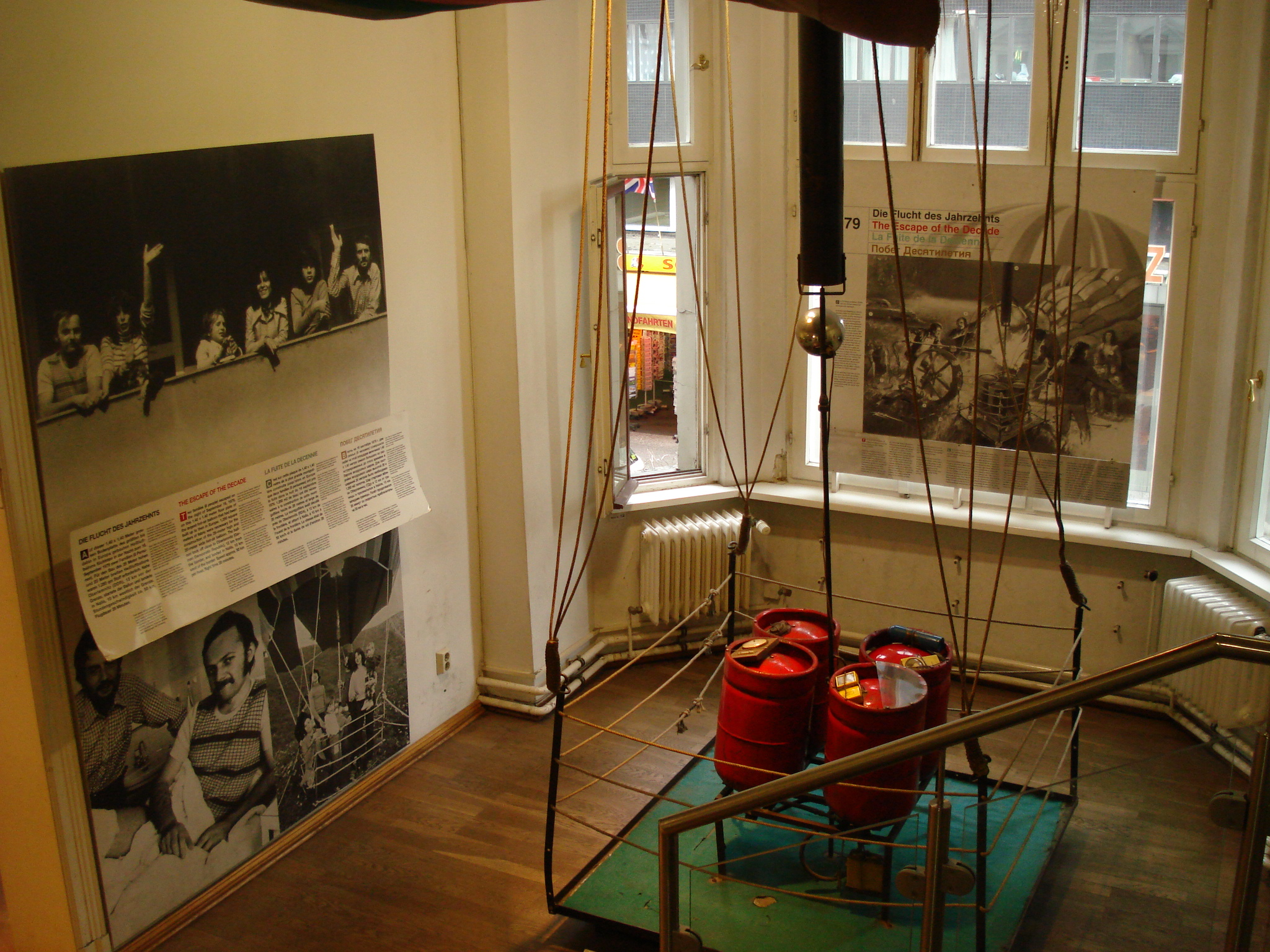

### DeGandhiàWalesa: la lutte pacifique pour les droits de l'homme
Cette exposition montre l’exemple de différents pays, comme l'Inde, l'ex-Tchécoslovaquie ou la Pologne. Elle s'attache à démontrer que les droits de l'homme peuvent être appliqués grâce à des protestations non violentes, voire avec un recours à l'humour.
L'une des expositions se consacre aux sujets politiques actuels de Droits de l'Homme. Les chutes de Mikhaïl Khodorkovski, Anna Politkovskaïa, et Sergueï Magnitski font partie des points principaux,.

### OTAN-Mission pour la liberté
En 2012, une nouvelle exposition permanente a ouvert dans le musée : « OTAN-Mission pour la liberté». Elle montre l'histoire de l'OTAN et son engagement dans les différents conflits internationaux depuis sa création en avril 1949 jusqu'à aujourd'hui. Des enregistrements vidéo et des tableaux historiques en liaison avec des œuvres d'art montrent la nature et le travail de l'OTAN. Le secrétaire général de l'OTAN Anders Fogh Rasmussen a ouvert cette exposition.

### Raoul Wallenberg vit
En 2012 l'inauguration de la nouvelle exposition permanente « Raoul Wallenberg vit » a eu lieu. Raoul Wallenberg était un diplomate suédois et philanthrope, qui a sauvé de Budapest, qui était occupée par les nazis pendant le dernier mois de la Deuxième Guerre mondiale, autour de 100 000 Juifs hongrois dont la déportation était planifiée. Après l'occupation de Budapest par l’Armée rouge Wallenberg a été arrêté le 17 janvier 1945 et envoyé à Moscou. Après cela on a perdu toute trace de lui. Malgré les mouvements internationaux dans le but de le retrouver, son destin reste un secret. En 1948 un groupe de lutte contre l'inhumanité a été créé par le fondateur du musée Rainer Hilderbrandt. C'était l'une des organisations participantes à cette recherche, qui avait pour but de découvrir la vérité sur la destin de Wallenberg. Ces recherches ont été soutenues par des personnalités internationales reconnues, comme Albert Einstein et Andreï Sakharov.

## Opération LibérationMichail Chodorkowski
En 2010, les avocats de Mikhaïl Khodorkovski, un milliardaire, philanthrope et l'ancien directeur de Ioukos qui était détenu depuis 2003 en Russie, sont venus voir la directrice du musée du Mur Alexandra Hiderbrandt pour lui demander son soutien. Après cela, une exposition permanente qui avait pour titre Le cas Chodorkowski-Illustration de l'injustice a été ouverte dans le musée du Mur,. En outre, Hildebrandt a organisé de nombreuses actions pour libérer Chodorkowski. Elle a contacté Hans-Dietrich Genscher, l'ancien ministre des affaires étrangères de la République fédérale, un ami de longue date de son défunt mari Rainer Hildebrandt. L'opération de sauvetage a duré plus de trois ans. Finalement Chodorkowski est revenu à Berlin des camps de travail de Sibérie par avion en décembre 2013 après une action « Nuit-et-Brouillard », après que le président russe Vladimir Poutine l'ait gracié. Vingt-quatre heures plus tard, Chodorkowski tenait — au musée — sa première conférence de presse après sa libération,,,.

## Le Mémorial de la Liberté à Checkpoint Charlie

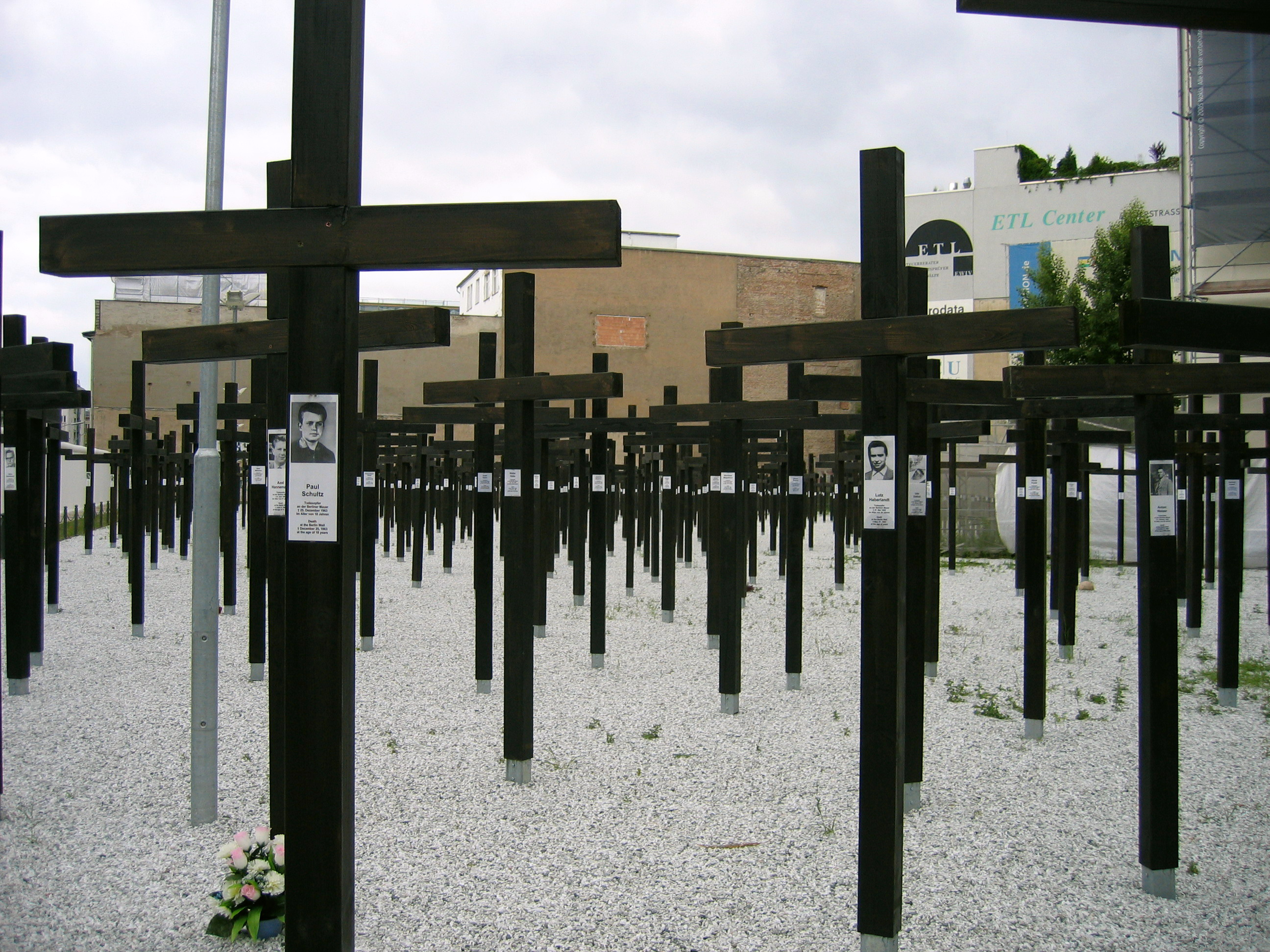
Le Mémorial de la Liberté

Durant l'automne 2004, l'association du 13 août a institué un Mémorial de la Liberté en souvenir des victimes du mur de Berlin et de la frontière inter-allemande dans la zone de l'Ex-Chekpoint Charlie. À la suite de l'expiration du contrat de location de l'emplacement et d'une mesure d'expulsion du propriétaire, le Mémorial a été enlevé et à l'été 2005 il n'y avait plus rien.

## Recherches
L'association du 13 août a donné en 2008 le chiffre de ceux qui sont décédés sur le mur ou à la frontière inter-allemande jusqu'en 1989: ils étaient 1303. Sont incluses les victimes des fuites vers la mer Baltique, les victimes allemandes aux frontières extérieures, les soldats de RDA tués et les déserteurs soviétiques, les suicides des membres des troupes frontalières ainsi que de la Stasi et du KGB après que des personnes aient réussi à s'échapper,,,.